# Taylor Mead
Taylor Mead (nascido a 31 de dezembro de 1924) foi um escritor americano, ator e performer. Mead apareceu em vários filmes da Undergroung Films de Andy Warhol, incluindo Tarzan e Jane Regained ... Sort of  e Taylor Mead's Ass .

## Carreira
Nascido em Detroit, Michigan, Mead participou no clássico Beat de Ron Rice, The Flower Thief , no qual ele "se prostitui com um duende endiabrado nos cafés de North Beach de uma São Francisco já desaparecida ..."  O crítico de cinema P. Adams Sitney afirmou que  The Flower Thief  era "a mais pura expressão da sensibilidade Beat no cinema." O crítico de cinema da Village Voice, J. Hoberman chamou a Mead "a primeira estrela do cinema Underground." 
Em meados da década de 1970, Gary Weis filmou algumas curtas-metragens de Mead conversando com o seu gato na cozinha do seu apartamento da rua Ludlow no Lower East Side, a que chamou "O gato de Taylor Mead". Um filme sobre Mead divagando sobre as virtudes de passar a vida a ver televisão foi transmitido na segunda temporada do Saturday Night Live .
Mead vive em Nova Iorque e continua a fazer performances e a ler poesia regularmente no The Bowery Poetry Club. O seu mais recente livro de poemas (publicado pela Bowery Poetry Books) chama-se A Simple Country Girl. Mead foi o personagem central do documentário intitulado Excavating Taylor Mead , que estreou no Tribeca Film Festival, em 2005. O filme mostra-o empenhado no seu hábito noturno de alimentar gatos vadios no cemitério de East Village depois de saltar de bar em bar, e inclui uma participação especial de Jim Jarmusch, em Jarmusch conta como uma vez, quando Mead partiu para uma viagem pela Europa, tentou convencer o seu irmão a alimentar os gatos do cemitério, na sua ausência. Mead apareceu na parte final do filme de 2003 de Jarmusch, Coffee and Cigarettes. Mead tem sido "um ícone amado da cena artística de Nova Iorque desde os anos 60".
Taylor Mead foi recentemente homenageado na campanha publicitária da Ray Ban, "Never Hide" ("Nunca te escondas"). Segundo Mead, explica a marca de óculos do sol, "Na década de 40, ser homossexual era ilegal. A polícia tentava sempre apanhar-nos e colocar-nos na prisão. Mas eu era quem era. Não iria mudar. E sabe que mais? Ser homossexual nunca me incomodou minimamente; era apenas um pouco assustador. Porque não era possível ter a certeza, uma vez que todo o ser humano tem duas caras. Ler Shaw, Kerouac e Ginsberg ajudou-me a descobrir quem eu realmente era: um escritor. Por isso, escrevi tal como vivia: apenas para meu prazer, sem qualquer vergonha ou receio. Rapidamente ganhei muitos fãs leitores. Em suma, tenho sido amado e lido por pessoas que nunca me falariam na rua".

## Filmografia
- The Flower Thied , realizado por Ron Rice (1960)
- Lemon Hearts , realizado por Vernon Zimmerman (1962)
- Too Young, Too Immoral , realizado por Raymond Phelan (1962)
- Hallelujah the Hills  realizado por Adolfas Mekas (1963)
- Queen of Sheba Meets the Atom Man , realizado por Ron Rice (1963)
- Tarzan e Jane Regained ... Sort Of  realizado por Andy Warhol (1963)
- Couch , realizado por Andy Warhol (1964)
- Taylor Mead's Ass , realizado por Andy Warhol (1964)
- The Illiac Passion , realizado por Gregory Markopoulos (1967)
- Imitation of Christ , realizado por Andy Warhol (1967-69)
- The Nude Restaurant , realizado por Andy Warhol (1967-68)
- Lonesome Cowboys , realizado por Andy Warhol (1967-68)
- The Secret Life of Hernando Cortez , realizado por John Chamberlain (1969)
- Brand X , realizado por Wynn Chamberlain (1970)
- C'est vrai
- (One Hour), realizado por Robert Frank (1990)
- Last Supper  ,realizado por Robert Frank (1992)
- "Taylor Mead Unleashed" (1996), realizado por Sebastian Piras
- Ecstasy in Entropy , realizado por Nick Zedd (1999)
- Coffee and Cigarettes , realizado por Jim Jarmusch (2003)
- Excavating Taylor Mead , realizado por William A. Kirkley (2005)
- Electra Elf: The Beginning , realizado por Nick Zedd (2005)
- Man Under Wire , realizado por Josh Bishop (2006)